# Asota clavata
Asota clavata är en fjärilsart som beskrevs av Butler 1875. Asota clavata ingår i släktet Asota och familjen nattflyn. Inga underarter finns listade i Catalogue of Life.